# Si rien ne bouge
Pistes de Du ciment sous les plaines
Tu m'donnes le mal The Holy Economic War
Si rien ne bouge est une chanson de Noir Désir parue en 1991, sur l'album Du ciment sous les plaines. Cette chanson apparait aussi sur la bande originale du film Les Nuits fauves.